# Hornstraße

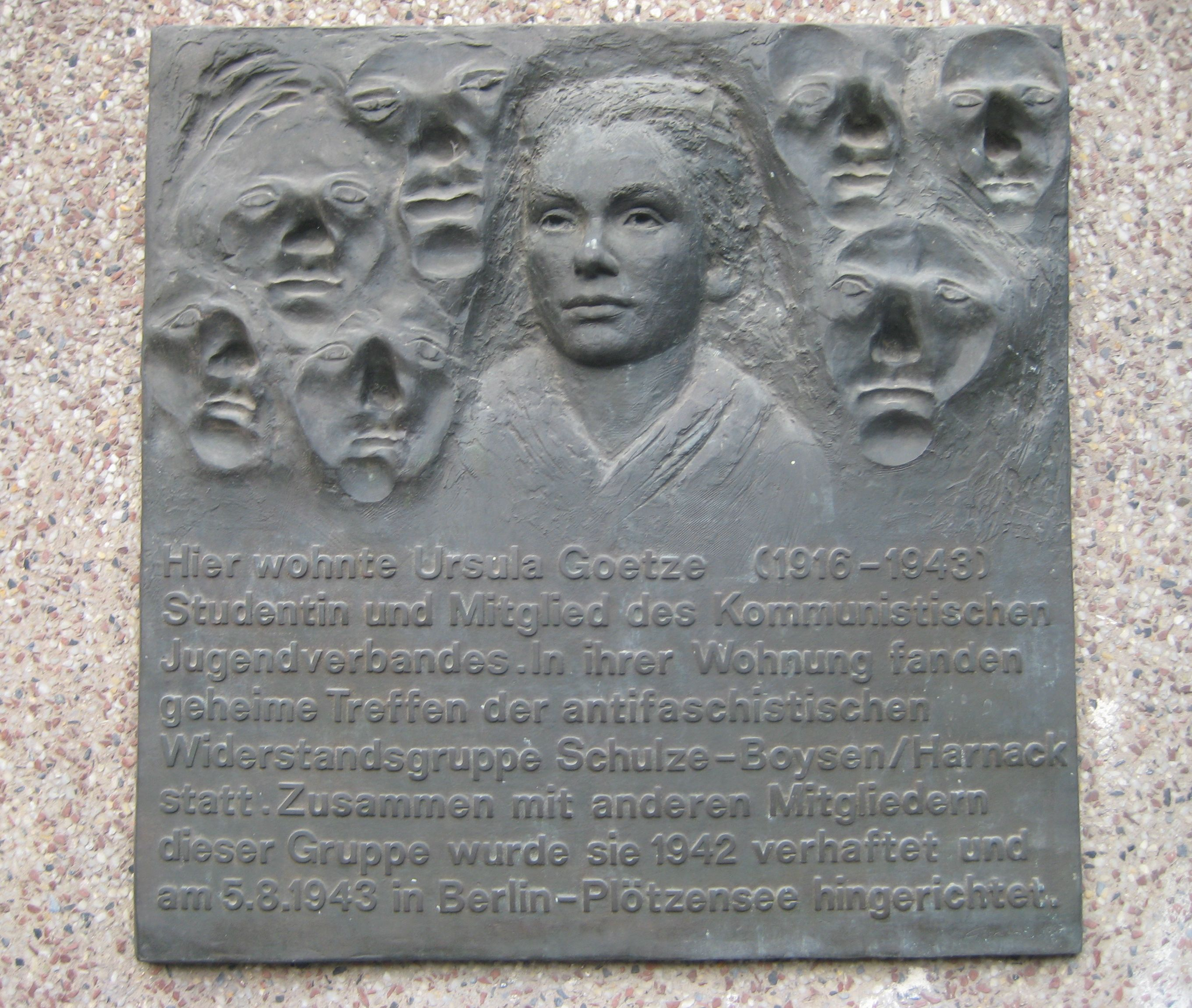
Gedenkteken aan Hornstraße 3, opgericht voor Ursula Goetze in 1987.

De Hornstraße is een straat in het Berlijnse stadsdeel Kreuzberg gelegen in het district Friedrichshain-Kreuzberg.
De ligging van de Hornstraße werd in 1862 vastgelegd in het Hobrecht-plan. Volgens dit plan moest de straat een deel worden van de Generalszug, een aaneenschakeling van brede straten en pleinen in Kreuzberg en Schöneberg. De straat werd vernoemd naar Heinrich Wilhelm von Horn. 
De plannen voor de Hornstraße werden echter niet volledig gerealiseerd wegens technische problemen bij de aanleg van de treinstations Anhalt en Potsdam. Hierdoor werd de straat geen onderdeel van de Generalszug. In het kader van de plannen voor de aanleg voor een Welthauptstadt Germania van de nazi's, zou de Hornstraße verlengd worden tot aan de Bülowstraße. Deze plannen werden echter niet gerealiseerd.
Altonaer Straße · 
Amalienstraße · 
Bergmannstraße · 
Berliner Allee ·
Bernauer Straße · 
Bismarckstraße · 
Bornholmer Straße · 
Boxhagener Straße ·
Breite Straße ·
Brüderstraße ·
Brunnenstraße ·
Bülowstraße ·
Bundesallee ·
Danziger Straße ·
Eberswalder Straße ·
Ebertstraße ·
Fasanenstraße ·
Frankfurter Allee ·
Friedrichstraße ·
Gertraudenstraße ·
Greifswalder Straße ·
Halskestraße ·
Hardenbergstraße ·
Hauptstraße ·
Heerstraße ·
Hornstraße ·
Invalidenstraße ·
Judengasse ·
Kaiserdamm ·
Karl-Liebknecht-Straße ·
Karl-Marx-Allee ·
Karl-Marx-Straße ·
Kastanienallee ·
Klosterstraße ·
Kopenhagener Straße ·
Kopernikusstraße ·
Kurfürstendamm ·
Landsberger Allee ·
Lehrter Straße ·
Leipziger Straße ·
Majakowskiring ·
Mehringdamm ·
Mollstraße ·
Motzstraße ·
Mühlendamm · 
Oderberger Straße ·
Oranienburger Straße ·
Oranienstraße ·
Ostseestraße ·
Otto-Braun-Straße ·
Otto-Suhr-Allee ·
Potsdamer Straße ·
Prenzlauer Allee ·
Rathausstraße ·
Rheinstraße ·
Rigaer Straße ·
Rosa-Luxemburg-Straße ·
Rosenthaler Straße ·
Rykestraße ·
Samariterstraße · 
Scheidemannstraße · 
Schwedter Straße ·
Schönhauser Allee ·
Simon-Dach-Straße ·
Spandauer Straße ·
Sredzkistraße ·
Stralauer Allee ·
Straße des 17. Juni ·
Tauentzienstraße ·
Torstraße ·
Unter den Linden ·
Warschauer Straße ·
Wiesbadener Straße ·
Wilhelmstraße (Berlin-Mitte) ·
Wilhelmstraße (Berlin-Spandau)